# Bhavra
Bhavra è una suddivisione dell'India, classificata come nagar panchayat, di 9.263 abitanti, situata nel distretto di Jhabua, nello stato federato del Madhya Pradesh. In base al numero di abitanti la città rientra nella classe V (da 5.000 a 9.999 persone).

## Geografia fisica
La città è situata a 22° 16' 60 N e 77° 52' 0 E e ha un'altitudine di 376 m s.l.m..

## Società

### Evoluzione demografica
Al censimento del 2001 la popolazione di Bhavra assommava a 9.263 persone, delle quali 4.704 maschi e 4.559 femmine. I bambini di età inferiore o uguale ai sei anni assommavano a 1.733, dei quali 864 maschi e 869 femmine. Infine, coloro che erano in grado di saper almeno leggere e scrivere erano 4.957, dei quali 2.910 maschi e 2.047 femmine.